# Junior Agogo
Manuel „Junior“ Agogo (* 1. August 1979 in Accra; † 22. August 2019 in London, England) war ein ghanaischer Fußballspieler. Der Stürmer, der mit der ghanaischen Nationalmannschaft an der Afrikameisterschaft 2008 teilnahm, spielte in seiner Karriere in England, den Vereinigten Staaten, Ägypten und Zypern sowie Schottland.

## Werdegang

### Karrierebeginn
Der in Ghana geborene Agogo lebte zeitweise mit seiner Familie im Ausland, kehrte jedoch zur weiteren Schulausbildung in sein Heimatland zurück. Dort besuchte er das St. Augustine’s College in Cape Coast. Die Ausbildung brach er jedoch vorzeitig ab, um seiner Mutter nach Großbritannien zu folgen. Im Nordwesten Londons entdeckte er das Fußballspielen für sich.
Das Talent Agogos fiel den Verantwortlichen von Sheffield Wednesday auf, die ihn 1995 als Nachwuchsspieler nach Yorkshire holten. Schnell entwickele er sich zur Stammkraft in der Reservemannschaft des Klubs und kam zum Auftakt der Spielzeit 1997/98 beim Auswärtsspiel bei Newcastle United zu seinem ersten Profieinsatz in der Premier League. Mehrere Verletzungen bremsten ihn aus und verhinderten weitere Spieleinsätze. Nach der Genesung gehörte er unter Trainer Danny Wilson lediglich zu den Ergänzungsspielern. Daher verlieh ihn der Verein 1999 jeweils kurzzeitig an die unterklassigen Klubs Oldham Athletic, Chester City, FC Chesterfield und Lincoln City.

### Wechsel in die Vereinigten Staaten
Nachdem Agogo sich in der Premier League nicht hatte durchsetzen können, wechselte er den Verein. Im Februar 2000 schloss er sich Chicago Fire in der nordamerikanischen Major League Soccer an. Kurze Zeit später verpflichtete der Klub Christo Stoitschkow und nach nur einem Spieleinsatz gab der Klub daher Agogo direkt wieder ab, so dass er innerhalb der Liga zu Colorado Rapids weiterzog.
An der Seite von Paul Bravo, Jorge Dely Valdés und Marcelo Balboa zeigte Agogo in der Spielzeit 2000 seine Torgefahr und war mit zehn Saisontoren bester Torschütze der von Glenn Myernick betreuten Mannschaft. Als Tabellendritter der Western Division zog sie in die Play-off-Spiele ein, scheiterte jedoch im Viertelfinale an den Kansas City Wizards. Im folgenden Jahr übernahm Tim Hankinson das Traineramt. Unter dessen Leitung kam es zu einer defensiveren Ausrichtung und Agogo war öfters nur noch Einwechselspieler. Bis zum Sommer bestritt er zehn Ligapartien, erzielte jedoch nur ein Saisontor.
Im Juni 2001 verpflichteten die San José Earthquakes Agogo, die im Gegenzug Chris Carrieri abgaben. Wenngleich er mit vier Saisontoren bis zum Jahresende als Torschütze erfolgreicher war, kam er auch beim kalifornischen Klub kaum über die Rolle des Ergänzungsspielers hinaus und stand lediglich bei sechs seiner 14 Spieleinsätze in der Startformation. Am Saisonende trennte sich daher der Klub von ihm.

### Rückkehr nach England
Nach seiner Rückkehr nach England hielt sich Agogo im Training beim Londoner Klub Queens Park Rangers fit. Zwar nicht für den Spielbetrieb in der ersten Mannschaft vorgesehen, registrierte ihn der Verein bei der Football League, um ihm Spieleinsätze in der Reserve zu ermöglichen. Nach mehreren verletzungsbedingten Ausfällen musste er letztlich doch Ian Holloway in der ersten Mannschaft aushelfen. Bis zum Saisonende kam er so zu zwei Kurzeinsätzen als Einwechselspieler in der Second Division.
Agogo schloss sich im Sommer dem FC Barnet in der Conference National an. Für den Klub erzielte er zwanzig Saisontore und machte damit höherklassig auf sich aufmerksam. Im Sommer 2003 kehrte er in den League-Football zurück und schloss sich den Bristol Rovers in der Third Division an. Im ersten Jahr von einer Verletzung gebremst, zeigte er erst in der Spielzeit 2004/05 seine Torjägerqualitäten, als er abermals zwanzig Saisontore erzielte. Nachdem er auch in der folgenden Spielzeit mit 16 Toren auf sich aufmerksam gemacht hatte, bemühte sich unter anderem Nottingham Forest um eine Verpflichtung. Zudem spielte er sich in die Nationalmannschaft seines Landes.
Zu Beginn der Spielzeit 2006/07 stand Agogo noch bei den Bristol Rovers unter Vertrag, ehe am 30. August 2006 kurz vor Ende der Transferperiode die beiden Vereine Einigung über einen Wechsel erzielt hatten. In der drittklassigen Football League One trug er mit sieben Saisontoren dazu bei, dass der Klub unter dem neuen Trainer Colin Calderwood die Spielzeit auf dem vierten Tabellenplatz beendete und in die Relegationsspiele zum Aufstieg in die Zweitklassigkeit einzog. Dort scheiterte die Mannschaft jedoch im Halbfinale nach einem 2:0-Auswärtssieg bei Yeovil Town zu Hause mit einer 2:5-Niederlage nach Verlängerung. In der folgenden Spielzeit zeichnete er sich an der Seite von Julian Bennett, Kris Commons, James Perch und Wes Morgan mit 13 Toren als bester vereinsinterner Torschütze aus. Als Tabellenzweiter kehrte der Verein in die zweite Liga zurück.

### Stationen im Mittelmeerraum
Trotz des Aufstiegs verließ Agogo Nottingham Forest und wechselte jenseits der Landesgrenzen. Beim ägyptischen Klub Zamalek SC unterzeichnete er im Juli 2008 einen Kontrakt mit drei Jahren Laufzeit. Der Aufenthalt im afrikanischen Profifußball war jedoch wenig erfolgreich. Daher wechselte er nach nur einer Spielzeit zu Apollon Limassol nach Zypern. Danach spielte Agogo von 2011 bis 2012 in Schottland bei Hibernian Edinburgh, bevor er seine Karriere beendete.

### Tod
Im Jahr 2015 erlitt Agogo einen Herzinfarkt, der für ihn seither im Alltag gesundheitliche Einschränkungen zur Folge hatte. Die Ursache seines plötzlichen Todes ist dennoch bisher unklar.

## Nationalmannschaft
Im Mai 2006 wurde Agogo in den Kader der ghanaischen Nationalmannschaft berufen und kam zu einem Einsatz. Allerdings verpasste er die Teilnahme an der Weltmeisterschaft 2006. Agogo wurde für die Fußball-Afrikameisterschaft 2008 in seiner Heimat nominiert und gehörte in diesem Turnier zur Stammelf der Black Stars.